# ジギィ
「ジギィ」（仏: Un garçon pas comme les autres (Ziggy)、英: A Boy Unlike the Others (Ziggy)）は、セリーヌ・ディオンのアルバム『フランス物語〜セリーヌ・ディオン、プラモンドンを歌う』からのヒット曲。フランスでは同アルバム2枚目のコマーシャルシングルとして1993年6月28日にリリースされている。その後、この曲は『ザ・スペシャル・ベスト』と『オン・ヌ・シャンジュ・パ』の2枚のベスト・アルバムにも収録された。

## 概要
原題の「Un garçon pas comme les autres (Ziggy)」（他とは違う男の子 ジギィ）が示唆するように、歌詞はジギィというゲイ男性を強く愛してしまった女性の物語が描かれている。また、もともとこの曲は1978年のミュージカル「スターマニア」でファビエンヌ・チボーによって公演されたものである。
セリーヌ・ディオンはこの曲の英語バージョンもレコーディングしている。英語バージョンは1992年9月発売のコンピレーション・アルバム『タイクーン』に収録され、アルバムはフランスでプラチナに認定された。
ミュージックビデオはフランス語版と英語版の2パターンが制作されている。監督はルイス・フューレイ（ケベックの女優・歌手であるキャロル・ロールの夫）。フランス語版は2005年に発売されたセリーヌ・ディオンのフランス語曲ミュージックビデオ集『オン・ヌ・シャンジュ・パ』されている。ビデオ中のジギィはロドニー・ウェバーが演じている。
ディオンのライブ・コンサートにおいては、1994年からフランス語圏の公演では多く歌われており、音源化されたライブ・バージョンが『ア・ロランピア』、『パリ・ライヴ』、『オ・クール・デュ・スタード〜スタジアム・ライヴ〜』にそれぞれ収録されている。
この曲はフランスのランキングチャートで最高2位にランクインしたほか、同国では36万5000枚を売り上げ、ゴールドに認定された。また、ほぼ一年間にわたってランキング圏内にとどまり続け、7週連続2位を記録したほか18週にわたってトップ10をキープし続けた。ディオンにとって1983年の「愛か友情か」以来、フランス語最大のヒットシングルとなった。

## 収録曲
フランス版CDシングル
1. 「ジギィ」（英語バージョン） – 2:58
2. 「ジギィ」 – 2:58

## チャートと認定

### チャート
| チャート（1993年）         | 最高位 |
| -------------------------- | ------ |
| フランス・シングルチャート | 2      |

### 認定
| 国       | 認定     |
| -------- | -------- |
| フランス | ゴールド |